# Jadiya
Jadiya bint Juwáylid o Jadīŷat al-Kubrà (en árabe: خديجة بنت خويلد‎, romanizado: Jadīŷat al-Kubrà, lit. 'Jadiya la Grande'; La Meca, 567 – Ibídem, 619) fue la primera esposa del profeta del islam Mahoma. Era la hija de Juwáylid ibn Ásad y de Fāṭima bint Zāʾida, perteneciente al clan de los Banu Quraysh. Es importante en el islam como la primera esposa del Profeta Mahoma, y es considerada como "la madre del Islam". Tres de sus hijas se casarían con Califas:
- Ruqayyah, que se casaría con el Califa Uthmán ibn Affán.
- Umm Kulthum, que también se casaría con Uthman Ibn Affan.
- Fāṭima, que se casaría con el Califa Alí ibn Abi Tálib.

Jadiya es la transcripción más cercana, en español, a la pronunciación original árabe; sin embargo, muchas veces este nombre aparece escrito, en textos en español, Khadija o Khadijah, transcripciones adaptadas a la fonética del francés o del inglés.
Jadiya era viuda y miembro de la tribu de Quraysh, la más poderosa de La Meca, a la que también pertenecía Mahoma. Fue la primera mujer de negocios en la historia del islam. Mahoma entró a su servicio y viajó con sus caravanas antes de llegar a ser su marido. Se casó con él cuando ella tenía cuarenta años (otras versiones citan 26 o 27 años) y Mahoma veinticinco. Estaba casado con ella cuando recibió —según la creencia musulmana— la revelación divina por medio del arcángel Gabriel. Por esta razón, Jadiya fue la primera mujer que se convirtió al islam y le ayudó con su fortuna a propagar la nueva doctrina.

## Biografía
El padre de Jadiya, Juwáylid ibn Ásad, quien murió alrededor del año 585, era un comerciante, un hombre de negocios cuya riqueza y talentos empresariales fueron heredados por Jadiya, que logró con éxito los intereses del negocio de su padre y conservó la fortuna de la familia. Se dice que cuando las caravanas comerciales de la tribu Banu Quraysh se reunían para emprender su largo y arduo viaje a Siria, ya sea durante el verano, o al Yemen durante el invierno, la caravana de Jadiya igualaba a las caravanas del resto de comerciantes de la tribu Quraysh juntos. Fátimah bint Za'idah, la madre de Jadiya, falleció alrededor del año 575, miembro de la tribu de los Banu Amir ibn Luayy ibn Ghálib, y pariente lejana de Mahoma.
Jadiya se ganó muchos títulos, entre ellos destacan:
- Amīrat Quraish (Princesa de los Quraish).
- Al-Tāhira (La Pura).
- Jadīŷat al-Kubrà (Jadiya la Grande).

Se dice que poseía un carácter impecable. Solía vestir y alimentar a los pobres, ayudar con dinero a sus parientes y proveía económicamente la unión entre sus parientes, que de otra manera no habrían tenido medios económicos para casarse.
Jadiya no creía ni adoraba a los ídolos de la Arabia preislámica, algo atípico en la cultura árabe preislámica.
Su renombre para los negocios hizo que muchos hombres pidieran su mano en matrimonio. Antes de casarse con Mahoma, Jadiya estuvo casada dos veces y tuvo dos hijos de los dos matrimonios anteriores. Primero se casó con Abu Hala Malak ibn Nabash ibn Zarrara ibn al-Tamimi y después casó con ʿAtīq ibn ʿĀʾid ibn ʿAbdallah al-Majzūmī. Debido a su condición de mujer exitosa en los negocios, Jadiya deseaba que su esposo prosperara y le ayudara en sus negocios. Sin embargo, Abu Malak murió antes de que su negocio diera beneficios. Al poco tiempo se volvió a casar con Atiq, del cual también quedó viuda.
A Jadiya no le gustaba salir al frente de su caravana, y sus hermanos y primos no mostraban ningún interés por viajar junto a la caravana. Debido a esto, contrataba a un agente cada vez que organizaba una nueva caravana y lo responsabilizaba de la mercancía. Debido a la minuciosa selección de sus agentes, al comprar y vender en el momento y en el lugar apropiados, ella conseguía obtener excelentes beneficios y se convirtió en la comerciante más adinerada de La Meca en esa época.
Ibn Sa’d, historiador islámico, dice en su libro titulado Al tabaqat al-kubra que cada vez que los comerciantes de La Meca preparaban sus viajes, la carga de Jadiya era igual a la carga de todos los Quraishitas juntos; para todos era obvio que ella poseía un toque de oro. Si ella tocaba el polvo este se convertía en oro. Los ciudadanos de La Meca, por esta razón, la llamaron la princesa de Quraish y también la princesa de La Meca.
Maysara transmitió una historia a Jadiya sobre un extraño suceso que había ocurrido durante el viaje de Mahoma. Al volver a La Meca desde Siria, Mahoma se detuvo a descansar bajo un árbol. Un monje llamado Nestora que pasaba cerca, dijo a Maysara que un día el hombre que se había acostado bajo ese árbol sería un Profeta. Nestora es conocido por haberle dicho a Maysara «Nadie más que un profeta podría sentarse bajo este árbol». Además, se rumorea que Maysara estaba cerca de Mahoma y mientras este dormía, fue testigo de la presencia de dos ángeles que se encontraban por encima de Mahoma, creando una nube para protegerlo contra el calor y el resplandor del Sol.
Al escuchar la historia acerca del misterio del árbol por boca de Maysara, Jadiya se interesó más en Mahoma y buscó la sabiduría de su prima Waraqa bint Naufal ibn Asad ibn ʿAbdu'l-ʿUzza. Su prima la informó sobre la certeza de la historia que su siervo le había explicado.

### La edad de Jadiya

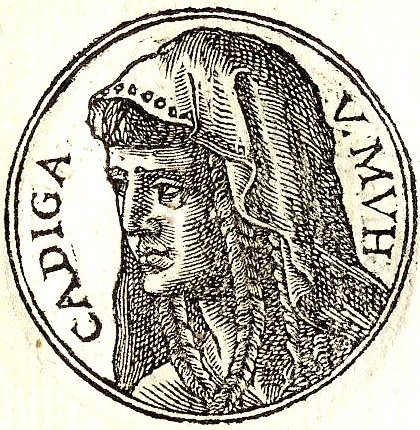
Jadiya
Guillaume Rouille
Promptuarii Iconum Insigniorum. 1553.

La mayoría de los historiadores musulmanes clásicos creen que Jadiya tenía cuarenta años cuando se casó con el Profeta Mahoma. No obstante, la cuestión de su edad está abierta a debate ya que no se conoce con certeza el año en que nació Jadiya, por lo tanto, los cuarenta años de edad son un cálculo estimado. Se sabe que Jadiya era mayor que el Santo Profeta, pero no se conoce con exactitud esta diferencia de edad.

## Conocimiento de Mahoma
A Abu Tálib se le ocurrió que su sobrino Mahoma, quien ya tenía veinticinco años de edad, era la persona idónea para este trabajo. Abu Tálib estaba ansioso de conseguir un trabajo para su sobrino. Él sabía que Mahoma no tenía experiencia como agente pero también sabía que para él, esto no era impedimento, debido a su excepcional talento. Confiaba en las capacidades y facultades de su sobrino, estaba seguro de que este poseía suficiente sentido común para cumplir con sus responsabilidades y deberes como trabajador complaciendo totalmente a su empleador. Por lo tanto, con la aprobación de Mahoma, llamó a Jadiya y le postuló la candidatura de Mahoma como su agente.
Al igual que la mayoría de los habitantes de La Meca, Jadiya había escuchado acerca de Mahoma. Una cosa sí sabía, la incuestionable integridad de este. Ella sentía que podía confiar en él, implícita y explícitamente. Por esto estuvo de acuerdo en escogerlo como su agente. A ella no le importó su inexperiencia ni la vio como una desventaja y dijo que enviaría a su esclavo Maysarah, un experimentado viajero, para que lo ayudara si fuese necesario.
Jadiya era una magnífica administradora y perfecta organizadora, pero también tenía suerte, siempre tuvo la suerte de encontrar buenos agentes para sus negocios. Aun sabiendo de su éxito, ella se vio muy sorprendida de saber que con Mahoma como agente, su suerte mejoraba como nunca antes. Para Jadiya nunca hubo ni habría un mejor agente que Mahoma. Si ella poseía un toque de oro en su mano, él tenía un toque bendito en la suya.
Jadiya y Abu Tálib trabajaron en los detalles del arreglo de la caravana y cuando Mahoma llamó a su nuevo empleador para firmar el contrato, ella le explicó los puntos específicos del trato. Inmediatamente captó lo que ella le dijo y no necesitó de ninguna explicación. Jadiya le dijo a Abu Tálib que le pagaría a Mahoma el doble de lo que había pagado a otros agentes por sus servicios.

## Matrimonios de Jadiya
- Según algunos documentos y libros islámicos, Jadiya nunca se casó antes de casarse con el Santo Profeta Mahoma, su matrimonio con él fue el primero y el último. Los mismos historiadores, que dicen que Jadiya no se había casado dos veces antes de casarse con el Santo Profeta Mahoma han reportado que todos los caballeros de Quraish y los príncipes de Arabia, pidieron casarse con ella. Pero ella ni siquiera consideró a alguno de ellos para casarse. Si ella se hubiese casado dos veces antes, ella no habría vacilado en casarse por tercera vez.[3]

- Pero otros historiadores creen que antes de casarse con Mahoma, Jadiya estuvo casada dos veces y tuvo dos hijos de los dos matrimonios anteriores. Primero se casó con Abu Hala Malak ibn Nabash ibn Zarrara ibn al-Tamimi y después casó con ʿAtīq ibn ʿĀʾid ibn ʿAbdallah al-Majzūmī. Debido a su condición de mujer exitosa en los negocios, Jadiya deseaba que su esposo prosperara y le ayudara en sus negocios. Sin embargo, Abu Malak murió antes de que su negocio diera beneficios. Al poco tiempo se volvió a casar con Atiq, del cual también quedó pronto viuda.

### Matrimonio con Mahoma
Es dicho por una de las más cercanas amigas de Jadiya, Nafisah hija de Munyah, que era una de las más nobles damas de La Meca, que ella sabía que Jadiya había rechazado muchas propuestas de matrimonio. Al principio ella se preguntaba si había algún hombre en Arabia que pudiese llenar sus requisitos. Esta había discutido muchas veces este tema con Jadiya. Finalmente, tuvo una última discusión con ella, la cual la convenció de que Jadiya no se había impresionado por las riquezas, el rango o el poder de los pretendientes de La Meca. Lo que en realidad impresionaba a Jadiya, era el verdadero carácter; solo podía admirar a un hombre por sus principios éticos y morales.
Nafisah también supo que había un hombre con tales características en La Meca y su nombre era Mahoma.
Se reporta que un día Mahoma regresaba a su casa de la Kaaba cuando Nafisah lo detuvo, y la siguiente conversación tuvo lugar entre ellos:
Nafisah: ¡Oh Mahoma!, tú eres un hombre joven y eres soltero. Hombres mucho más jóvenes que tú ya se han casado; e incluso algunos tienen hijos, ¿por qué tú no te has casado aún?
Mahoma: Yo no puedo costear un matrimonio, no tengo el suficiente dinero para casarme.
Nafisah: ¿Qué responderías tú, si te pudieras casar con una mujer bella, rica, con estatus y honor, a pesar de tu pobreza actual?
Mahoma: ¿Quién podría ser esta mujer?
Nafisah: Tal mujer es Jadiya la hija de Juwáylid.
Mahoma: ¿Jadiya? ¿Es posible que Jadiya se case conmigo? Tú sabes que muchos hombres ricos, poderosos, príncipes y jefes de tribus le han propuesto matrimonio a ella, y han sido rechazados.
Nafisah: Si tú estás de acuerdo en casarte con ella, solo dilo y yo me encargare del resto. Yo arreglaré todo.
Mahoma quiso informarle a su tío y tutor Abu Tálib, acerca de la propuesta de Nafisah, y consultarle a él, antes de dar una respuesta.
Abu Tálib conocía a Jadiya tanto como a su sobrino y aceptó la propuesta de Nafisah. No tenía ninguna duda que Mahoma y Jadiya eran la pareja ideal. Él por esto le dio su bendición a la propuesta de matrimonio. Con eso, Mahoma le dijo a Nafisah que su propuesta era aceptada y que tenía el aval para negociar en su nombre su matrimonio con Jadiya.
Una vez que Abu Tálib aprobó el hecho, él envió a su hermana Safiyyah en busca de Jadiya para hablar con ella acerca de la propuesta matrimonial. Mientras tanto Nafisah, ya había hecho el trabajo y Jadiya estaba esperando la visita por parte de uno de sus futuros familiares políticos. Ella recibió cordialmente a Safiyyah, la atendió y le dijo que ella (Jadiya) había elegido a su sobrino (Mahoma) para que fuese su compañero sin ninguna condición de antemano ni reserva. Safiyyah estaba muy feliz con el éxito de su visita. Antes de marcharse de la casa, Jadiya le dio un elegante vestido, el cual aceptó con mucha alegría y gratitud.
Mahoma se casó con Jadiya, cuando Mahoma tenía 25 años y Jadiya 40 años.
Mahoma se casó con Jadiya a la edad de 25 años. Se afirma que Jadiya tenía 40 años en ese momento, pero dado que estaba embarazada de Fátima y esta nació en el quinto año de Besat, Jadiya la habría parido de sesenta, y esto parece poco posible. Por lo tanto, otras afirmaciones que dicen que tenía 25 o 28 años, son mencionadas en algunos libros y son más razonables. Según fuentes como Bayhaqi (uno de los grandes eruditos sunitas), Ibn Emad Hanbali, el gobernante de Neyshabur, Ibn Ishaq, Blazeri y un gran número de eruditos e historiadores, la edad de Jadiya en el momento de la boda sería de unos 25 a 28 años de edad.

## Los hijos de Jadiya
Jadiya y el Santo Profeta tuvieron seis hijos, a los cuales llamaron: 1. Qāsim, 2. Abdullāh, 3. Záinab, 4. Ruqáyyah, 5. Ummu Kulthum, y 6. Fátima az-Zahra.

## La primera musulmana
Son unánimes las evidencias de que la primera mujer que creyó en Mahoma fue Jadiya. Dijo Aisha: “Siempre lamenté no haber podido vivir en la época de Jadiya, pues me sorprendía el gran amor y cariño del Profeta hacia ella. La recordaba más que a nadie.”
Cuando Mahoma recibió su primera revelación por parte del ángel Gabriel (Ŷibrīl), fue la primera persona (aparte de Mahoma) en convertirse al islam. Al recibir la revelación, Mahoma regresó junto a Jadiya, temiendo por su vida y pidiendo que ella lo cubriera con una manta. Después de calmarse, Mahoma le explicó el encuentro con el ángel Gabriel, y ella lo consoló diciendo: «Dios seguramente te protegerá de cualquier peligro y no permitirá que nadie te insulte, ya que eres un hombre de paz y reconciliación y siempre extiendes la mano de la amistad a todos».
Jadiya no dudó en abrazar el islam, confiando en las enseñanzas de su marido. Ella era su apoyo, siempre le dio fuerza, proclamando su verdad a los que no creían y sin menospreciar la oposición de aquellos que se oponían a las palabras de su esposo.
Era ella quien ayudó a Mahoma a creer en su misión y a extender la religión del Islam. Era una líder en la comunidad preislámica.
La riqueza de Jadiya fue otro factor que contribuyó a la propagación del Islam.
Para animar a Mahoma a propagar la verdad del Islam, Jadiya le dijo: «¡Estad alegres y de buen ánimo. Aquel en cuyas manos está mi vida, es testigo de que quieres ser el mensajero de su pueblo!» y luego añadió: «¿No has sido amante con tu parentela, amable con tus vecinos, caritativo con los pobres, hospitalario con el forastero, fiel a tu palabra y siempre defensor de la verdad?».
Ella soportó pacientemente la persecución a la que su venerado marido y seguidores se expusieron, en manos de los politeístas y los aristócratas del clan Banu Quraish, sacrificando su enorme riqueza para ayudar a promover el islam, para ayudar a liberar a los esclavos que habían abrazado el islam y ayudando a alimentar y albergar a la comunidad musulmana que poco a poco comenzaba a crecer en número y fuerza, en busca de las recompensas de Alá. Jadiya demostró su dedicación a su esposo y sus seguidores durante el boicot del año 617, en el que los Quraish atacaron, golpearon y encarcelaron a cualquiera que siguiera a Mahoma y creyera en sus enseñanzas. Los seguidores de Mahoma estarían días sin comer ni beber, causando la muerte de algunos y otros cayendo gravemente enfermos. Este fue un momento especialmente importante para demostrar cómo Jadiya era leal a las palabras de su esposo. Jadiya fue arrancada de su riqueza para ser sometida a una tortura cruel. Al permanecer al lado de los fieles seguidores de su esposo, Jadiya demostró que creía en las palabras de Mahoma y siempre luchó por el desarrollo del Islam.
Ella permaneció al lado de Mahoma y lo apoyó durante toda su misión de difundir el islam.
Dijo también Aisha: “Cierta vez el Profeta se retiraba de la casa cuando de pronto recordó a Jadiya y la elogió. Ante tal circunstancia no pude contenerme y con total atrevimiento le dije: ‘Jadiya no era más que una vieja, y Dios te ha concedido a alguien mejor que ella’. Mis palabras causaron mal efecto en el Mensajero de Dios y noté en su rostro los efectos del enojo cuando me dijo: No es así, Dios no me concedió nada mejor que ella pues creyó en mí cuando todos vivían en la incredulidad y me rechazaban, y puso a mi disposición todos sus bienes en los momentos más críticos. Dios me agració por medio de Jadiya con hijos que otras mujeres no me dieron”.

## La Madre de los Creyentes
Antes del Islam, Jadiya era la princesa de La Meca. Cuando el sol del Islam vislumbró en el horizonte, Dios estaba complacido en convertirla en la princesa del Islam. Dios también estaba complacido de hacerla la dama de los creyentes. Como él lo dice en su libro:

El Profeta posee mayores derechos sobre los creyentes que ellos mismos y sus esposas son como sus madres.
Corán 33:6.

## Muerte

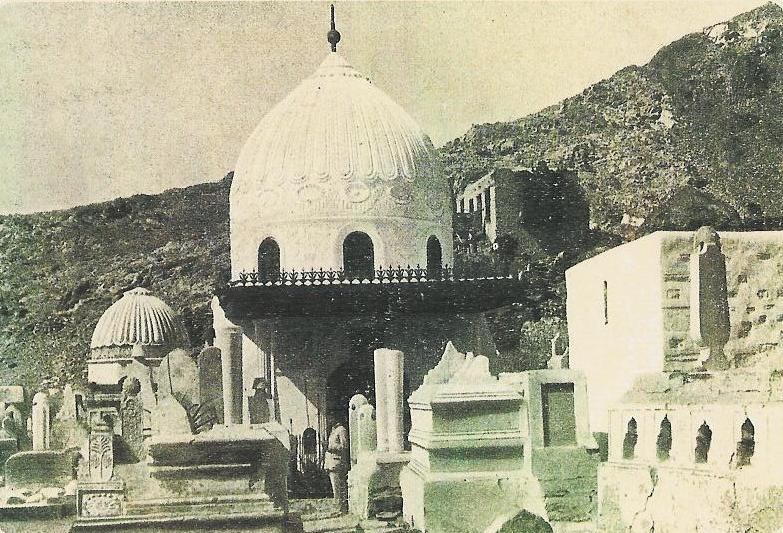
Fotografía de 1926 del Mausoleo de Jadiya, en el cementerio Ŷannat ul-Mualla, en La Meca, poco antes de su destrucción por los Saúd.

Entre todas las mujeres de Mahoma, ella fue la más amada por él, como se ha dicho en los libros de los hadices.
Aisha bint Abu Bakr dijo: «Aprendí a guardar silencio cada vez que el nombre de Jadiya era mencionado por Mahoma». En otro Hadiz Aisha bint Abi Bakr añadió: «Un día molesté al Profeta y le dije: «es Jadiya la que siempre prevalece en tu mente». Entonces, Mahoma dijo: «Dios mismo había alimentado su amor en mi corazón».»
Jadiya murió en el año 619, que llegó a ser conocido como "el Año de los Dolores", a causa de la devastación que causó su muerte al Profeta Mahoma. Su tumba se encuentra en el cementerio Ŷannat al-Muʿallà, en La Meca.